# NGC 7086
NGC 7086 је расејано звездано јато у сазвежђу Лабуд које се налази на NGC листи објеката дубоког неба.
Деклинација објекта је + 51° 36' 2" а ректасцензија 21h 30m 27,5s. Привидна величина (магнитуда) објекта NGC 7086 износи 8,4. NGC 7086 је још познат и под ознакама OCL 214.